# Liste d'artistes de reggae

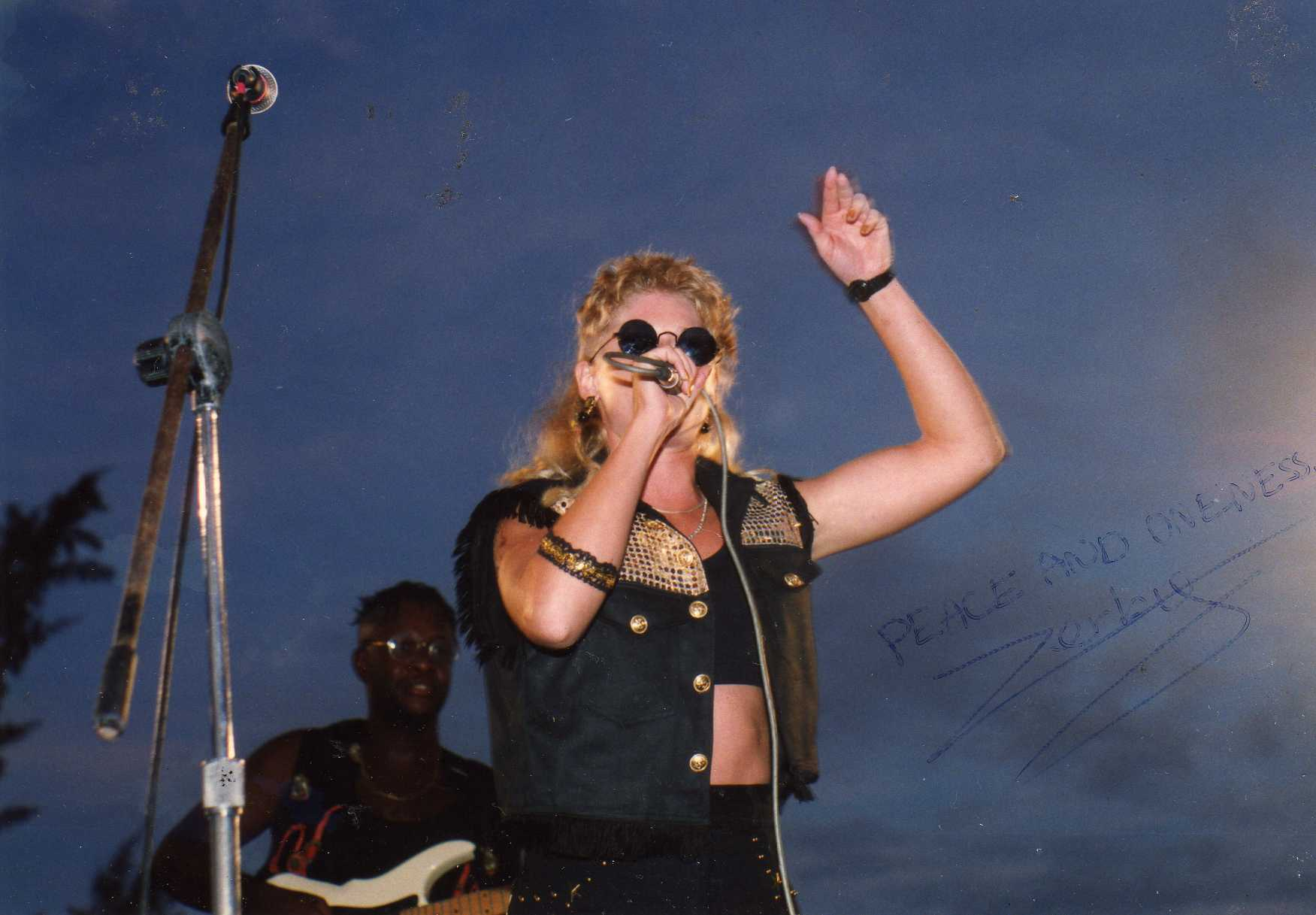
Zerby star wave

Voici une liste d'artistes de reggae.

## Afrique du Sud
- Lucky Dube[1],[2],[3],[4],[5]

Début de page

## Allemagne
- Gentleman[2],[6],[7]
- Irie Révoltés[8]
- Jamaram
- Patrice[9]
- Sebastian Sturm[10]

Début de page

## Argentine
- Fidel Nadal[11]

Début de page

## Barbade
- Dennis Bovell[12],[13]

Début de page

## Belgique
- Selah Sue[14]

Début de page

## Burkina Faso
- Jah Verity[8]
- Sams'K Le Jah[8],[15]
- Sana Bob[15]

Début de page

## Canada
- Snow[16],[17]

Début de page

## Colombie
- Lion Reggae

Début de page

## Comores
- Hass Mosa[18]

Début de page

## Côte d'Ivoire
- Fadal Dey[19]
- Alpha Blondy[2],[3],[8],[20]
- Tiken Jah Fakoly[2],[8],[21]
- Ismaël Isaac[2],[8]
- Jim Kamson[22]
- Serge Kassi[23]
- Ken de Korogo[24]
- Béta Simon[2]

Début de page

## Danemark
- Natasja Saad[7]

Début de page

## Espagne
- La Gran Orquesta Republicana[25]
- Ojos de Brujo[26]
- Rapsusklei[27]

Début de page

## États-Unis
- The Aggrolites[28]
- Big Mountain[6],[29]
- Collie Buddz[7]
- Groundation[7],[8]
- Matisyahu[7]
- Midnite[1]
- Rebelution[6]
- Snoop Dogg (sous le nom Snoop Lion)[30]
- Soldiers of Jah Army[6]
- Tribal Seeds[7]

Début de page

## France
- 6th continent[31]
- 38 Dub Band[32]
- Baco[33]
- Baobab[2],[34]
- Baster[35]
- Blacko[36]
- Broussaï[37]
- Chris Combette[38]
- Jo Corbeau[39]
- Daddy Yod[2],[39]
- Danakil[36]
- The Dynamics[40]
- Les Éjectés[39]
- Filentre[41]
- Serge Gainsbourg (période Aux armes et cætera et Mauvaises nouvelles des étoiles)[42],[43]
- Gnawa Diffusion[39]
- K2R Riddim[39]
- Kaf Malbar[44]
- Kanjar'Oc[39]
- Massilia Sound System[34],[39]
- Mister Gang[2]
- Mo'Kalamity[45]
- Monsieur Lézard[46]
- Naâman[47]
- Nuttea[2],[39]
- Yaniss Odua[48]
- Pierpoljak[2],[34]
- Princess Erika[2]
- Rasta Bigoud[39]
- Saël[49]
- Sergent Garcia[27],[39]
- Sinsemilia[2],[34]
- Taïro[21]
- Tiwony[50]
- Tonton David[2],[39]
- Tryo[2],[34]

Début de page

## Guinée
- Lyricson[21]
- Takana Zion[8]

Début de page

## Italie
- Alborosie[6],[7]

Début de page

## Jamaïque
- Glen Adams[51]
- Bob Andy[52]
- Horace Andy[1],[53]
- Buju Banton[3],[54]
- Anthony B[1]
- Aston Barrett[55]
- Beenie Man[56],[57]
- Lorna Bennett[58]
- Big Youth[59]
- Black Uhuru[12]
- Ken Boothe[8],[60]
- Bounty Killer[56]
- Dennis Brown[61],[62],[63]
- Errol Brown[64]
- Bushman[1]
- Capleton[65]
- Chaka Demus & Pliers[1],[16]
- Jimmy Cliff[1],[3],[8],[56],[66],[67],[68]
- Stranger Cole[69]
- The Congos[70]
- Count Ossie[71]
- Culture[3],[72]
- Carlton "Santa" Davis[73]
- Desmond Dekker[74],[75]
- Phyllis Dillon[76]
- Don Drummond[77]
- Sly Dunbar[77],[78]
- Errol Dunkley[74]
- Clancy Eccles[56]
- Jackie Edwards[79]
- Elephant Man[57]
- Alton Ellis[8],[60],[80]
- Hortense Ellis[60]
- The Ethiopians[81]
- Marcia Griffiths[82]
- Gyptian[1]
- Beres Hammond[83],[84]
- Derrick Harriott[85]
- The Heptones[86]
- Toots Hibbert[8],[56],[87]
- Joseph Hill[88]
- Justin Hinds[60]
- John Holt[89],[90]
- Keith Hudson[91]
- I Roy[3]
- Inner Circle[1],[29],[92]
- Gregory Isaacs[60],[93]
- Jah Cure[65]
- Jah Mason[1]
- Ini Kamoze[94]
- Vybz Kartel[57]
- Junior Kelly[1]
- Pat Kelly[60]
- Diana King[95]
- Konshens[96]
- Lady Saw[1],[95]
- Luciano[1],[97]
- Lukie D[1]
- Bob Marley[1],[3],[8],[56],[74],[86],[98],[99],[100]
- Damian Marley[99]
- Rita Marley[101]
- Ziggy Marley[1]
- Freddie McGregor[61],[102],[103],[104]
- The Meditations[86]
- Ras Michael[105]
- The Mighty Diamonds[86]
- Jacob Miller[105]
- Jackie Mittoo[106],[107]
- Judy Mowatt[108],[109]
- Johnny Osbourne[110]
- Augustus Pablo[86]
- The Paragons[111]
- Frankie Paul[112]
- Sean Paul[113]
- Lee « Scratch » Perry[1]
- Protoje[58],[99]
- Ernest Ranglin[1]
- Shabba Ranks[16]
- Junior Reid[1],[61]
- Tarrus Riley[99]
- Max Romeo[3]
- Michael Rose[1],[114]
- Doreen Shaffer[60]
- Shaggy[1]
- Robbie Shakespeare[115]
- Shinehead[116]
- Leroy Sibbles[117]
- Garnett Silk[60]
- Sister Carol[118]
- Sizzla[21],[65]
- Sly and Robbie[1],[119]
- Slim Smith[60]
- The Sons of Negus[105]
- Burning Spear[1],[2],[61],[120],[121]
- Tanya Stephens[56]
- Super Cat[16]
- Third World[1],[8],[122],[123]
- Linval Thompson[124]
- T.O.K.[6],[99]
- Toots and the Maytals[81]
- Peter Tosh[3],[74],[99],[125],[126]
- Turbulence[1]
- U Roy[3]
- Bunny Wailer[60],[74]
- The Wailers[8],[127]
- The Wailing Souls[128]
- Delroy Wilson[88]
- Yellowman[129]

Début de page

## Mali
- Askia Modibo[130]

## Mexique
- Antidoping[131]

Début de page

## Nigéria
- Majek Fashek[3],[132]

Début de page

## Papouasie-Nouvelle-Guinée
- Anslom Nakikus[133]

Début de page

## Royaume-Uni
- Aswad[2],[74],[134],[135]
- Black Roots[6],[74]
- Capital Letters[136]
- The Cimarons[137],[138]
- Hollie Cook[139]
- Brinsley Forde[140]
- Judge Dread[141]
- Linton Kwesi Johnson[142]
- Macka B[143]
- Mad Professor[1]
- Matumbi[74],[144],[145]
- Misty in Roots[74]
- Musical Youth[106]
- Maxi Priest[2],[146]
- Adrian Sherwood[147]
- Steel Pulse[2],[74],[148]
- Symarip[81]
- UB40[2],[6],[149]
- Zion Train[31]

Début de page

## Suisse
- Akamassa[150]
- Junior Tshaka[151]
- Aya Waska[152]

- Moonraisers

Début de page